# Menia
Menia, o Minia (árabe: Al Minya o El Minya محافظة المنيا), es una ciudad de Egipto, la capital de la gobernación de Menia (Al Minya), situada en la orilla occidental del río Nilo, aproximadamente a 225 km al sur de El Cairo.

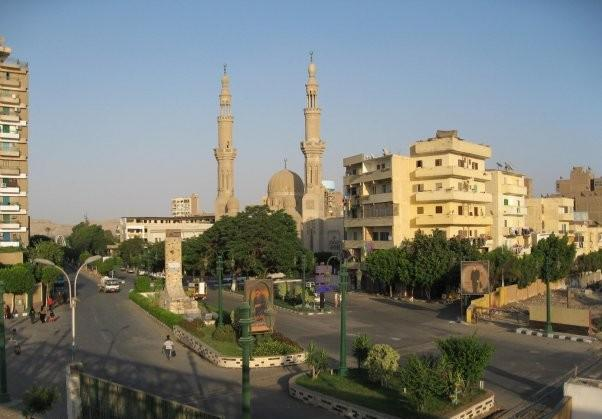
Ciudad de Menia.

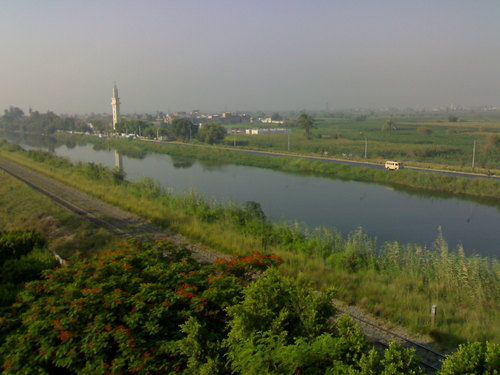
Canal de Menia.

Menia deriva del nombre antiguo egipcio Menat-Jufu, Nodriza de Jufu (Keops), término que evolucionó en el nombre copto Muni (Caballo) y posteriormente en el de Menia.
Su población es de 201.360 habitantes (2006). Situación: 28° 6′ N 30° 45′ E.
Es sede de la Universidad de Al Minya.
A las afueras de la ciudad se encuentra el cementerio cristiano-musulmán de Zawiyyet al-Mayyiteen ("Lugar de la Muerte") caracterizado por su extensión y gran cantidad de tumbas.
La ciudad experimentó gran fama internacional en la década de los setenta, del siglo XX, debido a que en unas cuevas aledañas se encontró un códice, en papiro, que contiene el gnóstico evangelio de Judas.